# 선진 운전자 지원 시스템

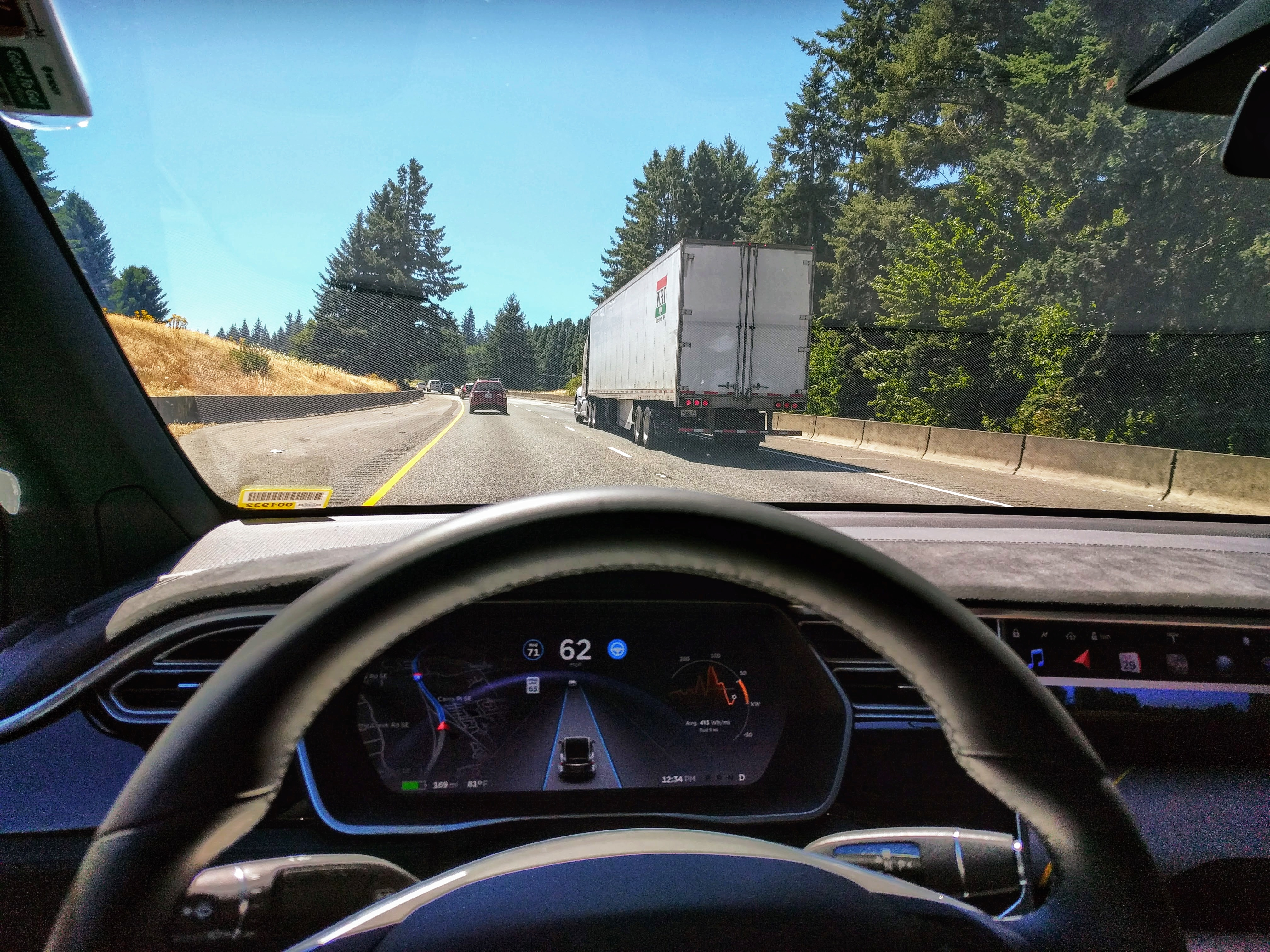

선진 운전자 지원 시스템(先進運轉者支援 - , 영어: advanced driver-assistance systems, ADAS)은 운전자에게 도움을 주는 시스템이다. ADAS의 인간-기계 인터페이스(Human-Machine Interface) 또는 HMI는 운전자 운전 피로를 감소시키고, 안전한 운전을 도와준다.
첨단 운전자 보조 시스템에는 운전자가 차량을 안전하게 운행할 수 있도록 지원하는 기술이 포함된다. ADAS는 센서, 카메라 등 자동화된 기술을 활용해 주변 장애물이나 운전자의 실수를 감지하고 그에 따라 대응한다. ADAS는 다양한 수준의 자율주행을 가능하게 할 수 있다.
대부분의 도로 충돌은 사람의 실수로 인해 발생하므로 ADAS는 안전과 더 나은 운전을 위해 차량 기술을 자동화, 적응 및 향상시키기 위해 개발되었다. ADAS는 인적 오류를 최소화하여 교통사고 사망자를 줄이는 것으로 입증되었다. 안전 기능은 운전자에게 문제를 경고하고 안전 장치를 구현하며 필요한 경우 차량을 제어하는 기술을 제공하여 충돌과 충돌을 방지하도록 설계되었다. 적응형 기능은 조명을 자동화하고, 적응형 크루즈 컨트롤을 제공하고, 충돌 방지를 지원하고, 위성 내비게이션 및 교통 경고를 통합하고, 운전자에게 가능한 장애물에 대해 경고하고, 차선 이탈 및 차선 중심 조정을 지원하고, 스마트폰을 통해 내비게이션 지원을 제공하고, 기타 기능을 제공할 수 있다.
카날리스(Canalys)의 2021년 연구 보고서에 따르면 미국, 유럽, 일본, 중국에서 판매된 신차의 약 33%에 ADAS 기능이 탑재되어 있었다. 또한 이 회사는 2030년까지 도로를 달리는 모든 자동차의 50%가 ADAS를 지원하게 될 것이라고 예측했다.

## 종류
- 차량 자동 항법 장치 (In-vehicle navigation system) : 일반적으로 GPS와 TMC를 사용하여 교통 상황을 업데이트 한다.
- 적응형 순항 제어 장치 (Adaptive Cruise Control or Smart Cruise Control) : ACC는 차량 전방에 장착된 레이다를 사용하여 앞차와의 간격을 적절하게 자동 유지하는 시스템이다.
- 차선 유지 보조 시스템 (Lane Departure Warning System) : LDWS는 방향지시등을 켜지 않고 차선을 변경하는 경우를 감지하여, 해당 사항을 운전자에게 알려서 주고, 능동형 차량 안전 시스템을 동작시킨다.
- 차로 이탈방지 보조 시스템 (LKA, Lane Keeping Assist) : LDW의 확장된 개념으로 주행 중 차량이 차로를 벗어나지 않도록 도와주는 시스템이다. 시속 60km/h 이상의 속도에서 운전자가 방향지시등을 켜지 않고 차로를 이탈하려고 하면 스티어링 휠을 제어해 차로를 이탈하지 않도록 도와준다.
- 고속도로 주행 보조 (HDA, Highway Driving Assist) : 고속도로 및 자동차 전용도로 주행 시 앞차와의 거리를 유지해주는 기능이다. 운전자가 설정한 속도로 차로 중앙을 유지하며 주행한다.
- 후측방 모니터 (BVM, Blind-spot View Monitor) : 사이드 미러에서 보이지 않는 사각지대까지 클러스터 화면에 표시해주는 기능이다. 차로 변경 시 방향지시등을 작동하면 광각 카메라를 이용해 실시간으로 후측방 영상을 보여준다.
- 사각지대 경고 장치 (Lane Change Assistance or Blind Spot Detection) : 접근하는 자동차 그리고 사각지대에 위치한 자동차에 대한 정보를 운전자에게 제공하는 장치로 사각지대에 있는 자동차 등을 인지하지 못하고 차선을 변경하거나 근접하는 자동차로 인해 사고위험이 감지되는 경우 미연에 사고를 방지하기 위한 안전장치이다.
- 서라운드 뷰 모니터 (SVM, Surround View Monitor) : 주행 및 주차 시 전방, 측방, 후방에 장착된 4개의 광각 카메라에 입력된 주변 상황을 영상으로 보여주는 기능이다.
- 후측방 충돌방지 보조 (BCA, Blind-Spot Collision-Avoidance Assist) : 차로 변경 시 방향지시등을 켰을 때 후측방에 차량이 있으면 경고해주는 기능이다. 경고 후 충돌 위험이 높아지면 자동으로 차량을 제어해 충돌 회피를 돕는다.
- 원격 스마트 주차 보조 (RSPA, Remote Smart Parking Assist) : 스마트 키를 이용하여 원격으로 전진, 후진 및 후진 주차를 할 수 있는 기능이다.
- 운전자 주의 경고 (DAW, Driver Attention Warning) : 운전자의 운전 패턴을 분석해 운전자 주의가 저하되었다고 판단되면 경고해주는 기능이다.
- 지능형 전조등 제어 (Adaptive Front Light Control) : 변화하는 도로에 대해 최적의 시야를 제공하는 지능형 전조등이다.
- 로우빔 보조 시스템 (Low Beam Assist) : 야간 환경에서 전방 가시거리를 확보할 수 있도록 차량의 추가 램프 작동을 제어하고 로우빔의 방향을 조절해주는 시스템이다.
- 하이빔 보조 시스템 (High Beam Assist) : 야간 환경에서 마주오는 차량, 가로등, 주변 상가 등에서 발생하는 광원여부를 감지해서 하이빔 작동을 조절해주는 시스템이다.
- 안전 하차 보조 (SEA, Safety Exit Assist) : 하차 시 후측방에서 다가오는 차와 충돌 위험이 있는 경우 전자식 차일드 락 또는 파워 슬라이딩 도어를 누르면 뒷좌석 문의 잠금 상태를 유지하고 경고하는 기능이다. 이미 도어가 열린 이후에도 충돌 위험이 있을 경우 경고해준다.
- 지능형 속도 제한 보조 (ISLA, Intelligent Speed Limit Assist) : 주행 시 도로의 제한속도를 초과하지 않도록 도와주는 기능이다. 제한속도를 초과할 경우 경고를 하며, 수동 속도 제한 보조 또는 스마트 크루즈 컨트롤을 작동하고 있는 경우에 +/- 스위치를 조작해 제한속도에 맞춰 설정속도를 변경한다.
- 전방충돌경고 시스템 (Forward Collision Warning) / 전방 충돌방지 보조(Foward Collision-Avoidance Assist) : 앞차와의 충돌 위험을 미리 감지해 운전자에게 경고해주는 시스템이다. FCA의 경우 충돌 경고뿐만 아니라 차량의 제동과 조향까지 제어해준다. 보통 도로에서 정체가 발생하거나 돌발 상황으로 앞차가 갑자기 속도를 줄이거나 멈추는 경우 작동한다.
- 고속도로 주행 보조 시스템 (Highway Driving Assist) : 고속도로에서 오랜시간 주행해야 하는 운전자를 위한 주행편의 시스템이다. 전방의 센서와 카메라를 이용해 앞차와의 거리 및 속도를 감지하여 주행 및 조향을 제어한다.
- SCC (Smart Cruise Control) : 스마트 크루즈 컨트롤 시스템이란 전방 차량과 안전한 거리를 유지하며 운전할 수 있도록 가감속을 제어해주는 시스템이다. 주행편의성은 높이고 운전의 피로도는 낮춰준다.
- NSCC (Navigation-based Smart Cruise Control) : 내비게이션 기반 스마트 크루즈 컨트롤. 내비게이션의 ADAS 지도를 이용해 제한 속도 및 도로 곡률에 맞춰 주행속도를 제어해주는 기능이다.
- RVM (Rear View Monitor with e-Mirror) : 후방 차량이나 장애물과의 충돌을 막기 위해 운전자에게 후방의 상황을 보여주고, 룸미러보다 더 넓은 후방 영역을 보여주며 사각지대 영역을 줄여주는 주차/주행 안전시스템이다.
- RCCA (Rear Cross-Traffic Collision-Avoidance Assist) / PCA (Parking Collision-Avoidance Assist) : 후진 주차 시 후측방 레이더를 통해 다가오는 차량을 인식하고 경고음을 울리며, 충돌 위험이 높아지면 자동으로 제동한다. PCA는 광각-후방 카메라와 후방 초음파센서를 통해 차량 후방의 보행자 또는 장애물을 인식한다.
- 지능형 속도 적응 시스템 (Intelligent speed adaptation or intelligent speed advice)
- 보행자 보호 시스템 (Pedestrian Protection System)
- 자동 주차 시스템 (Automatic Parking)
- 교통 표지판 인지 시스템 (Traffic Sign Recognition)
- 운전자 졸음 방지 시스템 (Driver Drowsiness Detection)
- 차량 통신 시스템 (Vehicular Communication Systems)
- 경사로 주행 제어 (Hill Descent Control)
- 전기차 주행 경고음 (Electric Vehicle Warning Sounds used in hybrids and plug-in electric vehicles)

## 같이 보기
- 자동차
- 무인 자동차(AC, 자율주행차)
- 전기자동차(EV)
  - 대한민국의 자동차산업